# Jardins du Diable
Pour les articles homonymes, voir Les Jardins du diable (film).
Cet article concerne une zone géographique. Pour la myrmécologie et l'écologie forestière, voir Jardin du diable.

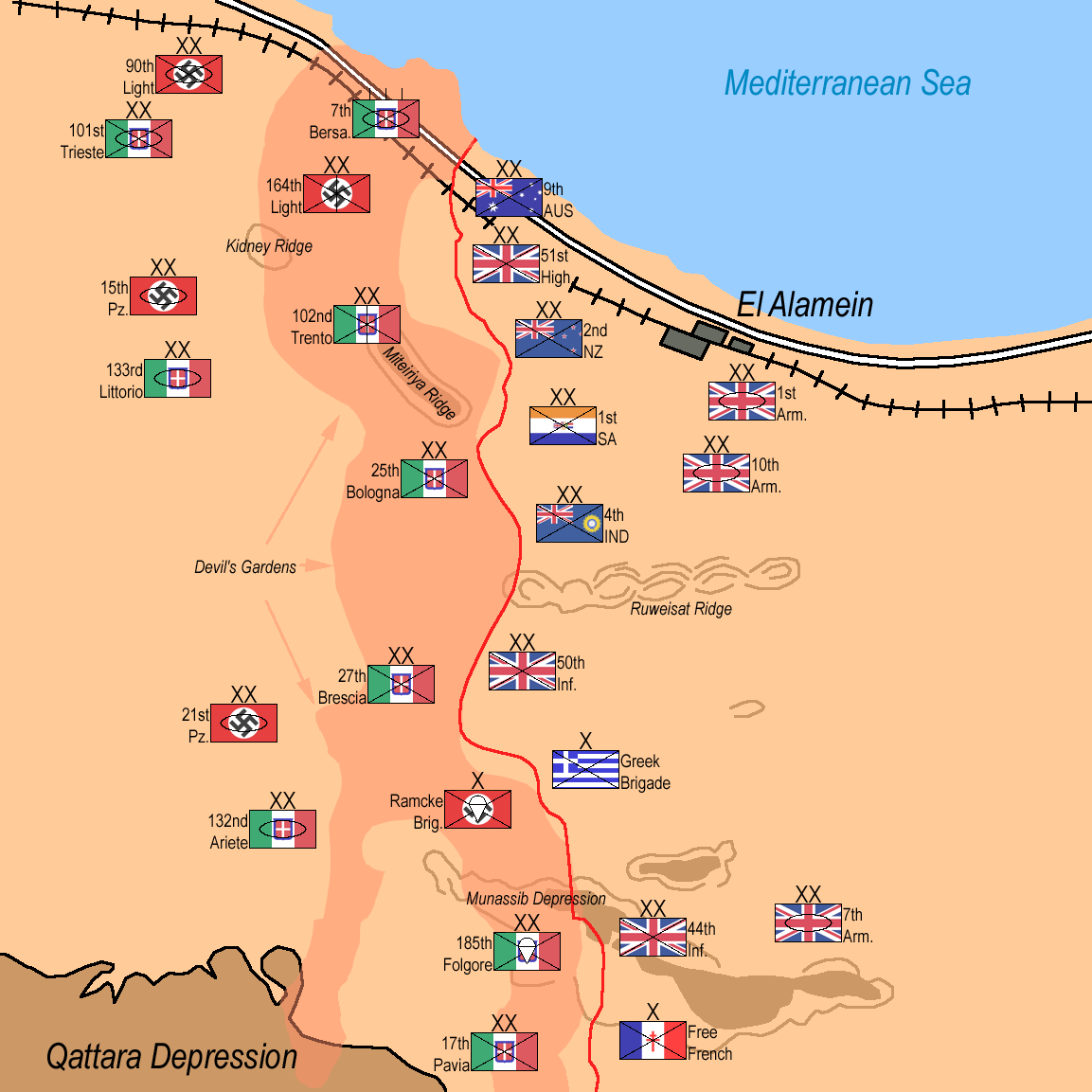
Position approximative des jardins du diable.

Les jardins du diable est le nom donné par Erwin Rommel, commandant de l'Afrika Korps allemande pendant la Seconde Guerre mondiale, aux enchevêtrements défensifs de mines terrestres et de barbelés protégeant les positions défensives de l'Axe lors de la Seconde bataille d'El Alamein à la fin de l’année 1942. Les défenses s'étendaient de la côte méditerranéenne à la dépression de Qattara.

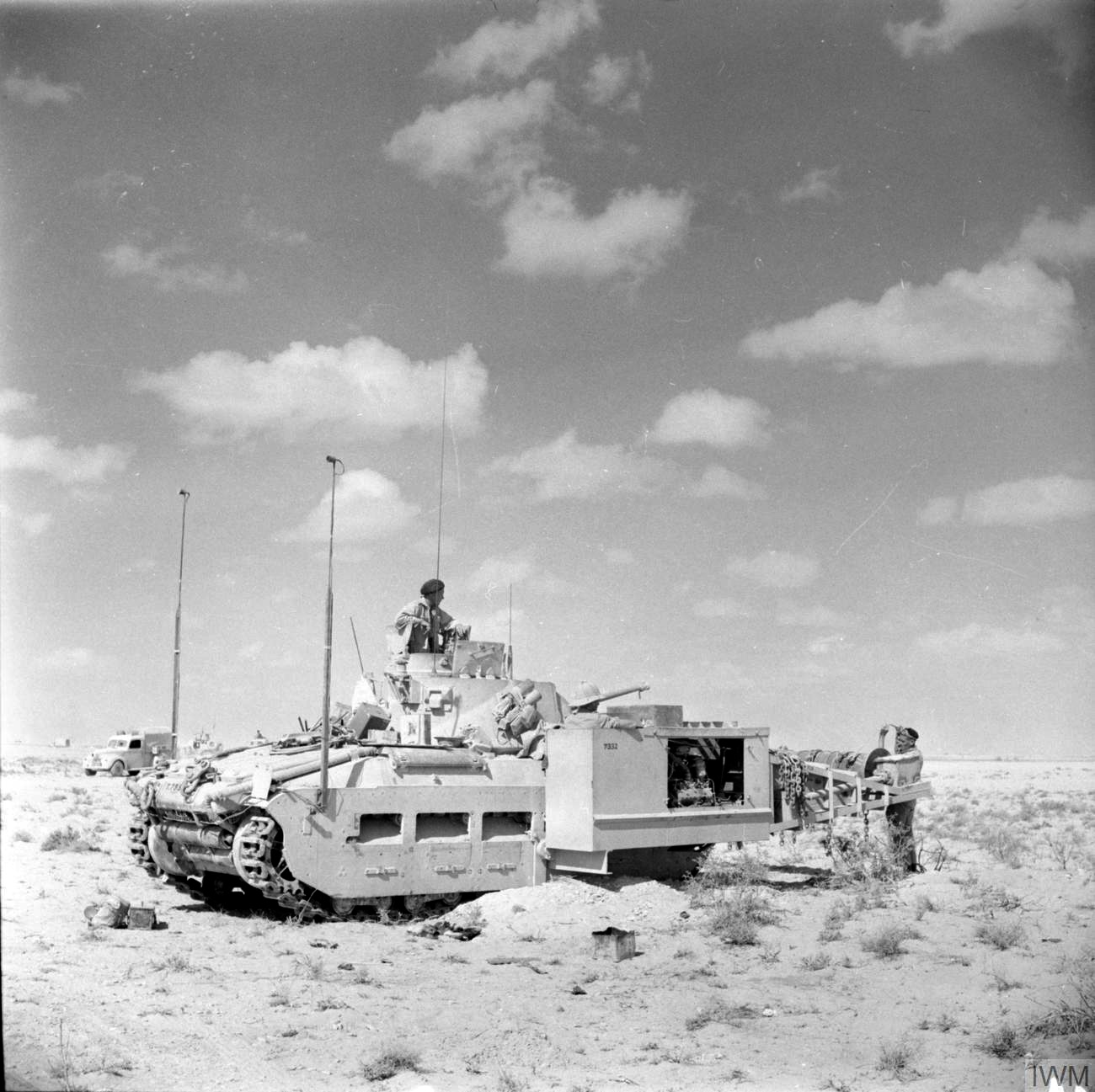
Un char Matilda Scorpion équipé pour le déminage.

Au cours de la phase initiale de l'attaque britannique, le commandant de la 8e armée, le lieutenant-général Bernard Montgomery avait prévu que les membres du génie soutenant les brigades d'infanterie de la 2e division d'infanterie néo-zélandaise réaliseraient des passages dans les champs de mines, par lesquels les formations attaquantes passeraient en direction des positions de l'Axe. 
Les démineurs utilisant des outils à main furent renforcés par des chars Scorpion équipés de fléaux rotatifs pour exploser les mines anti-véhicules. Les Scorpions ne fonctionnaient pas bien et des méthodes manuelles de nettoyage devaient être employées, ce qui aurait été plus difficile, si les champs de mines avaient été composés de plus de mines antipersonnel.
On estime que 3 millions de mines furent posées avant la bataille, dont la plupart subsistent et deviennent plus instables au fil des années, blessant encore aujourd’hui,.